# Siedliszcze (województwo pomorskie)
Siedliszcze (kaszb. Sëdleszcze, niem. Zedlerkathen) – osada w Polsce położona w województwie pomorskim, w powiecie słupskim, w gminie Smołdzino na Wybrzeżu Słowińskim. Osada wchodzi w skład sołectwa Gardna Wielka.
W latach 1975–1998 miejscowość administracyjnie należała do województwa słupskiego.

## Nazwa
Nazwa ma pochodzenie słowiańskie i charakter kulturowy. Wywodzi się od pomorskiego kontynuantu psł. *sedlišče „miejsce po domostwie” (por. pol. siedlisko, siedliszcze). Friedrich Lorentz odnotował formę nazwy w lokalnych gwarach słowińskich: Sìe̯dlĕščɵ. Niemiecka nazwa Zedlerkathen ma charakter kulturowy-hybrydowy i jest zrostem dwóch członów: nazwy Zedler pochodzenia słowiańskiego (< pom. *sedlišče) i nazwy pospolitej Kate „chata” w liczbie mnogiej.
Rada Języka Kaszubskiego proponuje kaszubską formę nazwy Siedlëszcze.